# Teresa Pires y Helena Paixão
Teresa Pires y Helena Paixão fueron la primera pareja del mismo sexo en casarse en una ceremonia civil en Portugal.

## Historia
Teresa Pires y Helena Paixão acudieron el 1 de febrero de 2006 a la 7.ª Oficina del Registro Civil de Lisboa para solicitar contraer matrimonio, pero su petición fue rechazada basándose en la legislación portuguesa vigente, que definía el matrimonio como “la unión entre un hombre y una mujer”.   
Su caso fue rechazado en primera instancia por el Tribunal Civil de Lisboa, posteriormente por el Tribunal de Apelación y, finalmente, por el Tribunal Supremo de Justicia.
Presentaron un recurso ante el Tribunal Constitucional el 19 de octubre de 2007, fundamentado en el hecho de que la Constitución prohíbe la discriminación por orientación sexual.
Teniendo en cuenta la posibilidad de que su solicitud fuera rechazada, expresaron su intención de llevar el caso ante el Tribunal Europeo.
El Tribunal Constitucional no consideró que la Constitución Portuguesa obligara al reconocimiento de su derecho a contraer matrimonio, pero en su sentencia dejó claro que el legislador tiene la libertad de modificar la ley en ese sentido.
El matrimonio entre personas del mismo sexo fue un tema de campaña en las elecciones parlamentarias de 2009 y fue defendido tanto por el Partido Socialista como por el Bloque de Izquierda y los Verdes, dividiendo a la izquierda y a la derecha.
El matrimonio entre personas del mismo sexo fue aprobado por el Parlamento y entró en vigor el 5 de junio de 2010.
Se casaron en el Registro Civil de Lisboa el 7 de junio de 2010.